# Donald Sutherland

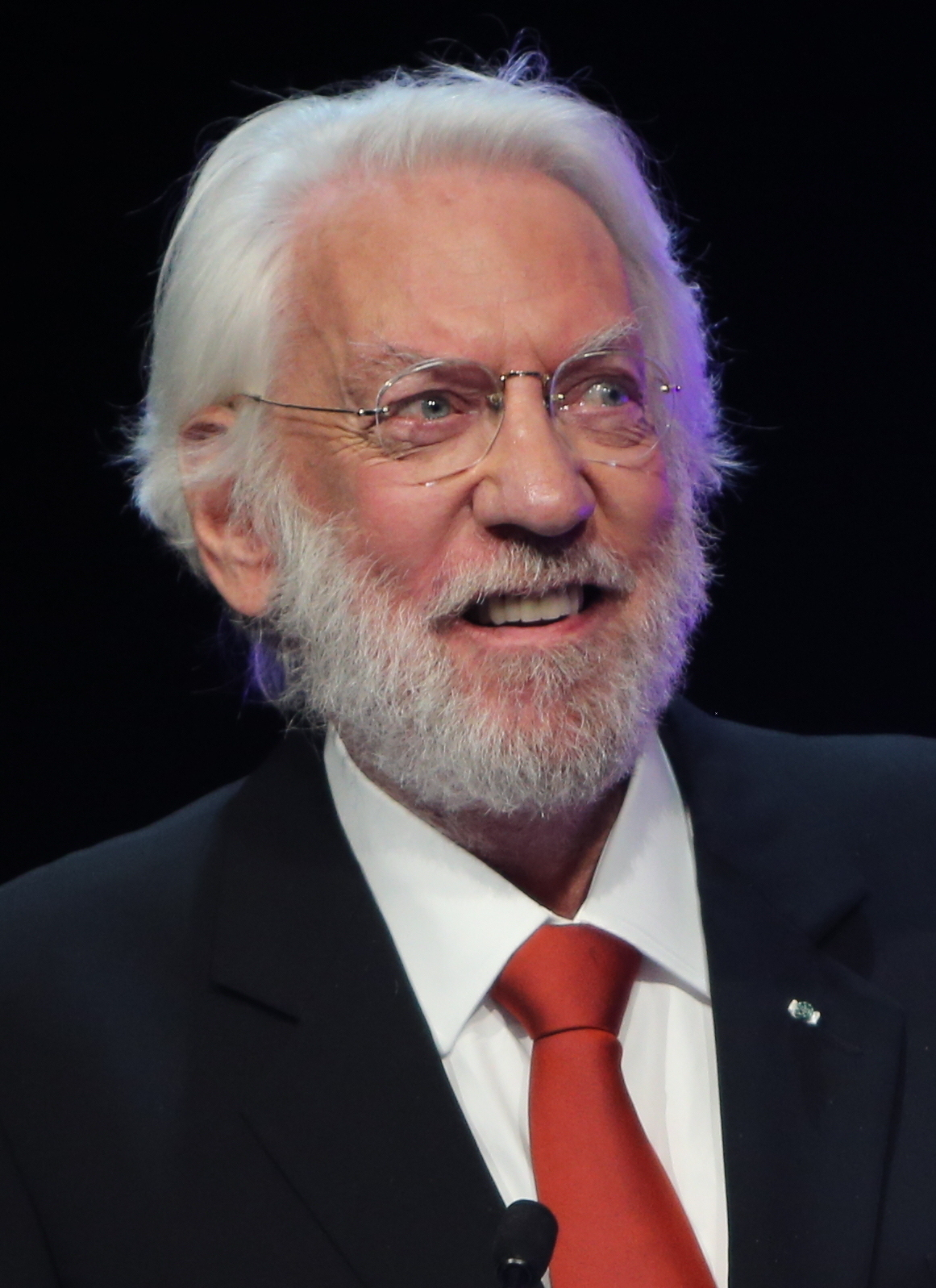
Donald Sutherland auf dem Monte-Carlo Television Festival 2013

Donald McNicol Sutherland, CC, (* 17. Juli 1935 in Saint John, New Brunswick, Kanada; † 20. Juni 2024 in Miami, Florida, Vereinigte Staaten) war ein kanadischer Theater- und Filmschauspieler. Seit den 1970er-Jahren war er in mehreren Filmklassikern in profilierten Rollen zu sehen. 2018 wurde ihm der Ehrenoscar zuerkannt.

## Leben und Karriere
Donald Sutherland, aus einer Familie schottischer Herkunft stammend und Sohn des Arbeiters Frederick McLea Sutherland, verbrachte seine Kindheit größtenteils in der Kleinstadt Hampton (New Brunswick) und im Teenageralter in Nova Scotia. Sutherland arbeitete schon während seiner Schulzeit bei einem kanadischen Radiosender als Discjockey. Sein schauspielerisches Talent konnte er erstmals im Alter von fünfzehn Jahren unter Beweis stellen, als er im Hörspiel A Christmas Carol nach Charles Dickens die Rolle des Scrooge sprach. Nebenbei war er zu dieser Zeit auch als Stand-up-Comedian tätig.
Später studierte er an der Universität von Toronto und trat dort der Schauspielgruppe bei. Durch seinen Auftritt in Shakespeares Der Sturm wurde der Theaterkritiker Herbert Whitaker auf ihn aufmerksam und schlug ihm vor, professioneller Schauspieler zu werden. Sutherland befolgte den Rat und ging nach London, um an der Royal Academy of Dramatic Art zu studieren. Sein Debüt gab er Anfang der 1960er-Jahre im Stück August for the People an der Seite von Rex Harrison.
Auf einer Theatertournee durch Großbritannien 1964 entdeckte ihn der Produzent Paul Maslansky und nahm ihn für den Independent-Horrorfilm Das Schloss der lebenden Toten unter Vertrag. Weitere Filmrollen folgten, auch in den Fernsehserien Simon Templar und Mit Schirm, Charme und Melone hatte er gelegentliche Auftritte. Dies nutzte Sutherland wenig später, um eine Rolle in dem Kriegsfilmklassiker Das dreckige Dutzend zu bekommen. Hierfür zeigte er den Produzenten als Referenz die von Roger Moore inszenierte Folge Simon Templar auf der Flucht der Serie Simon Templar. Nach dem Film Das dreckige Dutzend gelang Sutherland 1970 mit Robert Altmans MASH der endgültige Durchbruch.
Zu dieser Zeit engagierte sich Sutherland zusammen mit Jane Fonda vehement gegen den Vietnamkrieg. Bemerkenswertes Zeugnis ist ihr gemeinsamer Film F.T.A. – steht für Free The Army, gemeint ist aber Fuck The Army –, der ihre Agitationstournee zu Standorten der US Army in der ganzen Welt dokumentiert.

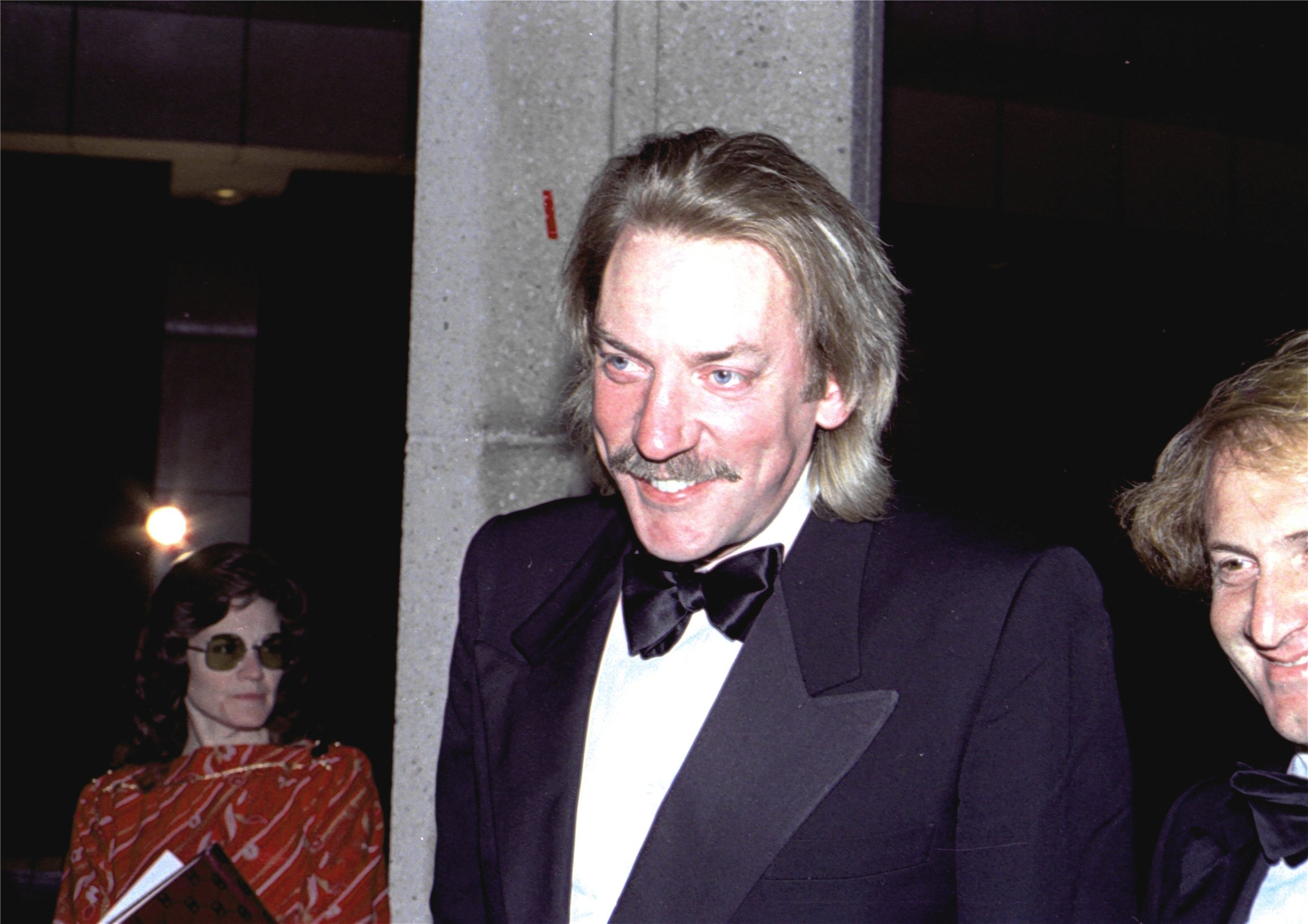
Donald Sutherland (1981)

Es folgten Rollen in Wenn die Gondeln Trauer tragen, Der Tag der Heuschrecke, Kentucky Fried Movie, Ich glaub’, mich tritt ein Pferd, dem Horrorklassiker Die Körperfresser kommen, Die Nadel und JFK – Tatort Dallas. Sutherland galt als einer der wandlungsfähigsten Schauspieler Hollywoods.
1985 trat er in dem Musikvideo zu dem Lied Cloudbusting (Auskopplung aus dem Album Hounds of Love) der britischen Sängerin Kate Bush in der Rolle des Wilhelm Reich auf, der die „Cloudbuster“ zur Wettermanipulation erfand. Das Musikvideo wurde von Kate Bush gemeinsam mit Terry Gilliam als Kurzfilm konzipiert, Regie führte Julian Doyle.
Seit den 1990er-Jahren war er auch häufig in profilierten Nebenrollen zu sehen, wie beispielsweise 1995 in Outbreak – Lautlose Killer an der Seite von Dustin Hoffman und Morgan Freeman. Für seine Rolle in dem 1995 gedrehten Film Citizen X erhielt er den Emmy Award in der Kategorie Outstanding Actor in a Supporting Role in a Miniseries or a Movie. Anschließend folgten bedeutende Nebenrollen in Filmen wie Die Jury, Instinkt, Space Cowboys, Unterwegs nach Cold Mountain oder in den 2010er-Jahren Die Tribute von Panem – The Hunger Games und dessen Fortsetzungen. Zuletzt war er 2023 in der Miniserie Lawmen: Bass Reeves zu sehen. Sein Schaffen für Film und Fernsehen umfasst mehr als 190 Produktionen.
Seine Leidenschaft für das Theater gab er trotz seiner Kinoerfolge nie auf. Zuletzt stand er für Enigmatic Variations im Londoner Savoy Theatre auf der Bühne.

## Synchronisation
Donald Sutherland wurde für die deutschen Filmfassungen im Laufe der Jahrzehnte von mehr als einem Dutzend Sprechern synchronisiert. Am häufigsten liehen ihm dabei Hartmut Reck und Rolf Schult ihre Stimmen. In den späteren Jahren sprach ihn auch vermehrt Jochen Striebeck. Von 2012 bis 2023 war Jürgen Kluckert der Standardsprecher von Sutherland.

## Persönliches
Donald Sutherland war in erster Ehe mit Lois Hardwick verheiratet. Aus seiner zweiten Ehe mit Shirley Douglas, einer Tochter von Tommy Douglas, entstammen zwei Kinder, der international erfolgreiche Schauspieler Kiefer Sutherland und dessen Zwillingsschwester Rachel. Seit den 1970er-Jahren war Sutherland in seiner dritten Ehe mit der Schauspielerin Francine Racette verheiratet. Dieser Ehe entstammten drei Kinder, darunter die Schauspieler Rossif und Angus Redford Sutherland.
Im Juni 2024 starb er nach längerer Erkrankung im Alter von 88 Jahren in einem Krankenhaus in Miami.
Wenige Monate vor seinem Tod wurde Sutherlands Autobiografie Made Up, But Still True angekündigt. Die erste Buchveröffentlichung des Schauspielers sollte Mitte November 2024 erscheinen, wurde jedoch auf 2026 verschoben.

## Filmografie (Auswahl)

### Kino
- 1963: The World Ten Times Over
- 1964: Il castello dei morti vivi
- 1965: Die Todeskarten des Dr. Schreck (Dr. Terror’s House of Horrors)
- 1965: Das düstere Haus (Fanatic)
- 1965: Zwischenfall im Atlantik (The Bedford Incident)
- 1966: Versprich ihr alles (Promise Her Anything)
- 1967: Das dreckige Dutzend (The Dirty Dozen)
- 1967: Das Milliarden-Dollar-Gehirn (Billion Dollar Brain)
- 1968: Der mysteriöse Mr. Sebastian (Sebastian)
- 1968: Joanna
- 1968: Zwischenspiel (Interlude)
- 1968: König Oedipus (Oedipus the King)
- 1968: Die ganz große Kasse, auch: Bullen – Wie lange wollt ihr leben? (The Split)
- 1970: Stoßtrupp Gold (Kelly’s Heroes)
- 1970: MASH (M*A*S*H)
- 1970: Die Französische Revolution fand nicht statt (Start the Revolution Without Me, auch: Zwei Haudegen kommen selten allein)
- 1970: Act of the Heart
- 1970: Alex im Wunderland (Alex in Wonderland)
- 1971: Kleine Mörder (Little Murders)
- 1971: Klute
- 1971: Johnny zieht in den Krieg (Johnny Got His Gun)
- 1973: Ganoven auf Abwegen, auch: Schrottplatz-Blues (Steelyard Blues)
- 1973: Diamantenlady (Lady Ice)
- 1973: Wenn die Gondeln Trauer tragen (Don’t Look Now)
- 1974: Ferner Donner (Alien Thunder)
- 1974: S*P*Y*S, auch: Das Chaos-Duo
- 1975: Der Tag der Heuschrecke (The Day of the Locust)
- 1975: Der Richter und sein Henker
- 1976: 1900 (Novecento)
- 1976: Fellinis Casanova (Il Casanova di Federico Fellini)
- 1976: Der Adler ist gelandet (The Eagle Has Landed)
- 1977: Kentucky Fried Movie (The Kentucky Fried Movie)
- 1977: Sein letzter Mord (The Disappearance)
- 1978: Blutsverwandte, auch: Der Kommissar und das Mädchen (Les Liens de sang)
- 1978: Ich glaub’, mich tritt ein Pferd (Animal House)
- 1978: Der große Eisenbahnraub (The First Great Train Robbery)
- 1978: Die Körperfresser kommen (Invasion of the Body Snatchers)
- 1979: Sherlock Holmes – Mord an der Themse (Murder by Decree)
- 1979: Dollarrausch, auch: Der Trick mit dem großen Geld (A Man, a Woman and a Bank)
- 1979: Die Bäreninsel in der Hölle der Arktis (Bear Island)
- 1979: Ein Professor geht aufs Ganze (Nothing Personal)
- 1980: Eine ganz normale Familie (Ordinary People)
- 1981: Die Nadel (Eye of the Needle)
- 1981: Gas
- 1981: Herzchirurg Dr. Vrain (Threshold)
- 1983: Max Dugans Moneten (Max Dugan Returns)
- 1984: Crackers – Fünf Gauner machen Bruch (Crackers)
- 1984: Agatha Christie’s Tödlicher Irrtum (Ordeal by Innocence)
- 1985: Die Himmelsstürmer (Heaven Help Us)
- 1985: Revolution
- 1986: Die Augen des Wolfes (Oviri)
- 1987: Der Mörder mit dem Rosenkranz (The Rosary Murders)
- 1987: Der Mörder und sein Liebling (The Trouble with Spies)
- 1988: Die Nacht der Dämonen (Apprentice to Murder)
- 1989: Roadhome
- 1989: Lock Up – Überleben ist alles (Lock Up)
- 1989: Weiße Zeit der Dürre (A Dry White Season)
- 1990: Bethune – Ein Arzt wird zum Helden (Bethune: The Making of a Hero)
- 1990: Total Control (Eminent Domain)
- 1991: Buster’s Bedroom
- 1991: Backdraft – Männer, die durchs Feuer gehen (Backdraft)
- 1991: Cerro Torre: Schrei aus Stein
- 1991: JFK – Tatort Dallas (JFK)
- 1992: Tote Gleise (The Railway Station Man)
- 1992: Buffy – Der Vampir-Killer (Buffy the Vampire Slayer)
- 1992: Rakuyô, auch: The Setting Sun
- 1992: Schatten des Wolfes (Agaguk)
- 1993: Younger and Younger
- 1993: Im Bann des Zweifels (Benefit of the Doubt)
- 1993: Red Hot
- 1993: Punch
- 1993: Das Leben – Ein Sechserpack (Six Degrees of Separation)
- 1994: Puppet Masters – Bedrohung aus dem All (The Puppet Masters)
- 1994: Enthüllung (Disclosure)
- 1995: Outbreak – Lautlose Killer (Outbreak)
- 1996: Lethal Point – Zwei gnadenlose Profis (Hollow Point)
- 1996: Die Jury (A Time to Kill)
- 1997: Die Verschwörung im Schatten (Shadow Conspiracy)
- 1997: The Assignment – Der Auftrag (The Assignment)
- 1998: Dämon – Trau keiner Seele (Fallen)
- 1998: Grenzenlos (Without Limits)
- 1998: Free Money
- 1999: Virus – Schiff ohne Wiederkehr (Virus)
- 1999: Instinkt (Instinct)
- 2000: Panic
- 2000: Space Cowboys
- 2000: The Art of War
- 2001: Big Shots Beerdigung (Dàwàn)
- 2003: Der Tag, an dem Aldo Moro starb (Five Moons Plaza)
- 2003: The Italian Job – Jagd auf Millionen (The Italian Job)
- 2003: Baltic Storm
- 2003: Unterwegs nach Cold Mountain (Cold Mountain)
- 2005: Aurora Borealis
- 2005: Fierce People – Jede Familie hat ihre Geheimnisse (Fierce People)
- 2005: Stolz und Vorurteil (Pride & Prejudice)
- 2005: American Gun
- 2005: Der Fluch der Betsy Bell (An American Haunting)
- 2006: Land of the Blind (Land of the Blind)
- 2006: Ask the Dust, auch: In den Staub geschrieben (Ask the Dust)
- 2006: Bierfest (Beerfest)
- 2007: Die Liebe in mir (Reign Over Me)
- 2007: Puffball
- 2008: Ein Schatz zum Verlieben (Fool’s Gold)
- 2010: The Con Artist
- 2011: The Mechanic
- 2011: Der Adler der neunten Legion (The Eagle)
- 2011: Kill the Boss (Horrible Bosses)
- 2011: Man on the Train
- 2012: Die Tribute von Panem – The Hunger Games (The Hunger Games)
- 2012: Assassin’s Bullet – Im Visier der Macht (Assassin’s Bullet, auch: Sofia)
- 2012: Dawn Rider
- 2013: The Best Offer – Das höchste Gebot (La migliore offerta)
- 2013: Jappeloup – Eine Legende (Jappeloup)
- 2013: Die Tribute von Panem – Catching Fire (The Hunger Games: Catching Fire)
- 2014: The Calling – Ruf des Bösen (The Calling)
- 2014: Die Tribute von Panem – Mockingjay Teil 1 (The Hunger Games: Mockingjay – Part 1)
- 2015: Forsaken
- 2015: Die Tribute von Panem – Mockingjay Teil 2 (The Hunger Games: Mockingjay – Part 2)
- 2016: Milton’s Secret
- 2017: Das Leuchten der Erinnerung (The Leisure Seeker)
- 2017: Basmati Blues – Liebe im Reisfeld (Basmati Blues)
- 2018: Measure of a Man – Ein fetter Sommer (Measure of a Man)
- 2019: American Hangman
- 2019: Backdraft 2, auch Backdraft 2 – Ein brandheißer Tipp (Backdraft 2)
- 2019: Ad Astra – Zu den Sternen (Ad Astra)
- 2019: The Burnt Orange Heresy
- 2020: Stay Alive – Überleben um jeden Preis (Alone)
- 2022: Moonfall
- 2022: Mr. Harrigan’s Phone
- 2023: Miranda’s Victim

### Fernsehfilme
- 1963: Terry-Thomas says How do you do?
- 1964: Europäisches Theater: Hamlet (Hamlet at Elsinore)
- 1965: Songs of the American Civil War
- 1966: A Farewell to Arms, Miniserie (2 Episoden)
- 1968: The Sunshine Patriot
- 1977: Bethune
- 1983: The Winter of Our Discontent
- 1991: Sehnsucht ohne Grenzen (Long Road Home)
- 1992: Am Abgrund (Quicksand: No Escape)
- 1994: Experiment des Grauens (The Lifeforce Experiment)
- 1995: Citizen X
- 1997: Hate – Haß, auch: Der Feind in meinem Haus (Natural Enemy)
- 1999: Vaterliebe hält ewig (Behind the Mask)
- 1999: Hunley – Tauchfahrt in den Tod (The Hunley)
- 2001: The Big Heist
- 2002: Uprising – Der Aufstand (Uprising)
- 2002: Path to War – Entscheidung im Weißen Haus (Path to War)
- 2004: Salem’s Lot – Brennen muss Salem (Salem’s Lot) (Miniserie)
- 2004: Die Kreatur – Gehasst und gejagt (Frankenstein) (Miniserie)
- 2005: Human Trafficking – Menschenhandel (Human Trafficking, Miniserie)
- 2009: The Eastmans
- 2010: Die Säulen der Erde (The Pillars of the Earth, Miniserie)
- 2011: Moby Dick (Miniserie)
- 2011: My Life as an Experiment
- 2012: Living Loaded (Kurzfilm)
- 2012: Die Schatzinsel (Treasure Island) (Miniserie)
- 2020: The Undoing (Miniserie)

### Fernsehserien
- 1962: Studio 4 (Folge 1x03)
- 1962: Man of the World (Folge 1x10)
- 1963: Suspense (Fernsehserie, Folge 2x05)
- 1963: The Odd Man (Folge 4x5)
- 1963: The Sentimental Agent (Folge 1x09)
- 1965: The Sullavan Brothers (Folge 2x01)
- 1963–1965: ITV Play of the Week (Folgen 8x48, 9x23 und 10x43)
- 1966: BBC Play of the Month (Folge 1x6)
- 1966: Court Martial (Folge 1x10)
- 1966: Theatre 625 (Folgen 3x16 und 3x34)
- 1966: Gideon’s Way (Folge 1x21)
- 1965–1966: Simon Templar (The Saint, Folgen 3x23 und 5x14)
- 1967: Mit Schirm, Charme und Melone (The Avengers, Folge 5x12)
- 1967–1968: Der Mann mit dem Koffer (Man in a Suitcase, Folgen 1x2 und 1x24)
- 1969: The Champions (Folge 1x16)
- 1969: The Name of the Game (Folge 1x20)
- 2005–2006: Welcome, Mrs. President (Commander in Chief, 19 Folgen)
- 2007–2009: Dirty Sexy Money (23 Folgen)
- 2013–2015: Crossing Lines (34 Folgen)
- 2016: Ice (6 Folgen)
- 2018: Trust (6 Folgen)
- 2022: Swimming with Sharks (6 Folgen)
- 2023: Lawmen: Bass Reeves (6 Folgen)

### Musikvideo
- 1985: Kate Bush: Cloudbusting

### Synchronisation
- 1967: Die verschlossene Tür (The Shuttered Room)
- 1981: A War Story
- 1992: The Poky Little Puppy’s First Christmas (Kurzfilm)
- 1996: Die Simpsons: 7x16: Das geheime Bekenntnis (The Simpsons: 7x16: Lisa the Iconoclast) (Fernsehserie)
- 2001: Final Fantasy: Die Mächte in dir (Final Fantasy: The Spirits Within)
- 2005: Lord of War – Händler des Todes (Lord of War)
- 2005: Sunday Pants: 1x4: Sports (Fernsehserie)
- 2009: Astro Boy – Der Film (Astro Boy)
- 2011: Jock – Ein Held auf 4 Pfoten (Jock)
- 2015: Pirate’s Passage (Fernsehfilm)
- 2019: Die Physik der Schwermut (The Physics of Sorrow) (Kurzfilm)
- 2021: JFK Revisited – Die Wahrheit über den Mord an John F. Kennedy (JFK Revisited: Through the Looking Glass, Dokumentarfilm)

## Auszeichnungen
Im Dezember 1978 wurde Sutherland zum Officer of the Order of Canada ernannt. Im November 2019 wurde er mit der höchsten Ordensklasse des Order of Canada als Companions of the Order of Canada geehrt.
Im Januar 2011 wurde Sutherland mit einem Stern auf dem Hollywood Walk of Fame in der Kategorie Film geehrt. Am 6. Juni 2012 wurde ihm im Rahmen des Champs Elysees Film Festival in Paris zudem die „Medal of Commander of Arts and Letters“ verliehen. 2016 wurde er in die Wettbewerbsjury der 69. Internationalen Filmfestspiele von Cannes berufen. 2018 erhielt er den Ehrenoscar für sein Lebenswerk.
- 1978: Order of Canada
- 1996: Golden Globe Award: Bester Nebendarsteller – Serie, Mini-Serie oder TV-Film Citizen X
- 2003: Golden Globe Award: Bester Nebendarsteller – Serie, Mini-Serie oder TV-Film Path to War
- 2011: Hollywood Walk of Fame (Stern-Nummer: 2430, neben dem Stern seines Sohnes Kiefer Sutherland)[13]
- 2012: Commandeur Ordre des Arts et des Lettres
- 2018: Ehrenoscar[14]
- 2018: Zurich Film Festival – Lifetime Achievement Award[15]